# Compsaditha gressitti
Espèce
Compsaditha gressitti est une espèce de pseudoscorpions de la famille des Tridenchthoniidae.

## Répartition
Cette espèce est endémique des États fédérés de Micronésie.

## Description
Le mâle holotype mesure 0,8 mm.

## Étymologie
Cette espèce est nommée en l'honneur de Judson Linsley Gressitt.

## Publication originale
- (en) Beier, 1957 : Pseudoscorpionida. Insects of Micronesia, vol. 3, p. 1-64 (texte intégral).